# Анфиса Почкалова
Анфиса Сергеевна Почкалова (на украински: Анфіса Сергіївна Почкалова; 1 март 1990 г.</ref>) е украинска фехтовачка на шпага. Световна бронзова медалистка за 2009 г.

## Личен живот
Почкалова е родена на 1 март 1990 г. в Лвов. Завършва Лвовския държавен университет по физическа култура.

## Кариера
Почкалова тренира фехтовка в Лвов при Зориана Саврук, след това при Андрий Орликовски, който тренира и олимпийската шампионка Яна Шемякина. Тя печели през 2007 г. бронзов медал на европейското първенство за кадети в Нови Сад и сребърен медал на европейското първенство за юноши в Прага. През 2008 г. се присъединява към женския националния отбор и взима участие в първото си световно първенство в Пекин, където Украйна завърши на 13-о място.
През 2009 г. Почкалова печели бронзов медал на световното първенство за юноши в Белфаст.</ref> Тя е част от украинския отбор, който печели златния медал на лятната Универсиада през 2009 г. в Белград. Състезателката достига до полуфинал в световното първенство по фехтовка за жени, след като побеждава олимпийската шампионка Брита Хайдеман, но губи от рускинята Любов Шутова и завършва с бронзов медал. Завършва сезон 2008 – 09 под №1 в класацията за юноши и №26 в класацията за жени.
Тези ранни успехи са последвани от суша. Почкалова участва в летните олимпийски игри през 2012 г. в Лондон като част от украинския отбор. След голяма загуба от Русия в първия кръг, тимът завършва на последно място след квалификациите. През сезон 2012 – 2013 Почкалова се завръща в топ 50 с класиране в първите 16 на Гран При на Суджоу, четвъртфинал на европейското първенство и достигнат втори кръг на световното първенство. След разочароващия сезон 2013 – 2014, Почкалова печели в Леняно първото си състезание за Световната купа, след като на финала побеждава румънката Ана Мария Брънца.